# Artur Moraes
Arthur, właściwie Artur Guilherme Moraes Gusmão (ur. 25 stycznia 1981 roku w Leme), brazylijski piłkarz, bramkarz. Od 2015 roku zawodnik Osmanlısporu.
Arthur zaczął swoją piłkarską karierę w brazylijskim Cruzeiro EC. W latach 2006–2007 był jednak wypożyczony do Coritiba FBC.
7 stycznia 2008 roku jako wolny zawodnik trafił do AC Siena. 30 stycznia został wypożyczony do AC Cesena.
25 czerwca 2008 roku Arthur trafił do AS Roma. Debiut zaliczył w sparingu ze Steauą Bukareszt, przegranym przez Romę 1:3. W 2010 roku odszedł do Bragi. Dotarł z tym klubem do finału Ligi Europy w którym jego drużyna przegrała z FC Porto 0:1.
Po sezonie 2010/2011 rozwiązał kontrakt z AS Roma i przeszedł do Benfiki Lizbona. W 2015 roku został zawodnikiem Osmanlısporu.

## Osiągnięcia
- Mistrzostwo Ligi Brazylijskiej: 2003
- Zdobycie Pucharu Brazylii: 2003